# 227

## Události
Evropa
- Irsko — začíná vláda krále Cormaca mac Airta (přibližně v tomto roce)
- Římská říše — Seius Sallustius je popraven za obvinění z pokusu o vraždu svého zetě, císaře Alexandra Severa. Sallustiuova dcera, Sallustia Orbiana, se dostává do vyhnanství v Libyi.[1]

Asie
- Persie anektuje celou Parthii.

## Hlavy států
- Papež – Urban I. (222–230) + Hippolytus, vzdoropapež (217–235)
- Římská říše – Alexander Severus (222–235)
- Perská říše – Ardašír I. (224/226–240/241)
- Parthská říše – Vologaisés VI. (207/208–227/228)
- Kušánská říše – Vásudéva I. (190–230)
- Japonsko (region Jamataikoku) – královna Himiko (175–248)